# Medalia „Eliberarea de sub jugul fascist”

Brevet care însoțește medalia "Eliberarea de sub jugul fascist."

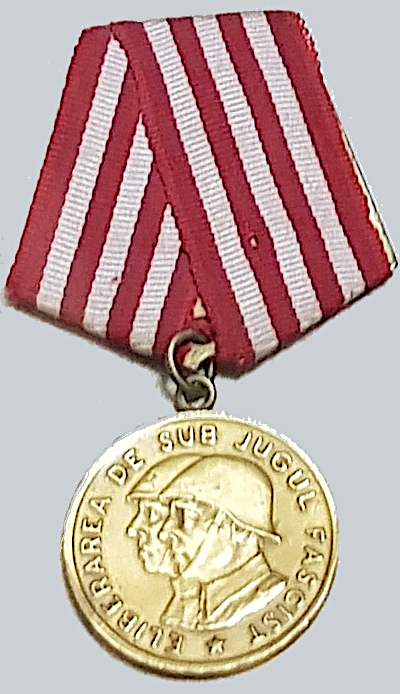

Medalia „Eliberarea de sub jugul fascist” a fost prima decorație instituită de comuniști după preluarea puterii (prin Decretul nr. 309 din 18 iulie 1949). A fost acordată militarilor care au luptat pe frontul de vest în al Doilea Război Mondial, pentru a marca împlinirea a cinci ani de la actul de la 23 august. Decretul nr. 309/1949 privind înființarea medaliei „Eliberarea de sub jugul fascist" a fost publicat în Buletinul Oficial nr. 49 din 28 iulie 1949.
În România se aboliseră toate decorațiile românești tradiționale, inclusiv cele decernate pentru fapte de arme pe frontul de vest. Această nouă decorație nu mai avea nimic în comun cu vechile însemne comemorative ale războaielor României ci era inspirată din cele sovietice.
Medalia era o piesă circulară, având pe avers efigiile unui ostaș român și a unuia sovietic și, marginal, denumirea medaliei; pe revers, într-o cunună de lauri întreruptă de siglele “R.P.R.”, era scris “ÎN SLUJBA POPORULUI MUNCITOR”. Panglica era roșie, străbătută de trei benzi albe și era pliată pentagonal, pe suport metalic, ca la toate decorațiile sovietice.
Teoretic, ea trebuia conferită militarilor și civililor care au participat la lupta contra fascismului, în practică, numeroși militari, mai ales ofițeri și subofițeri scoși din rândurile armatei pe criterii politice și care participaseră la luptele de pe frontul de vest nu au primit-o, în schimb au fost decorați cu ea diverși membri ai partidului comunist care nu avuseseră nici o contribuție militară.
Prin Hotărârea Consiliului de Miniștri nr. 180 din 06.02.1954 s-a dispus retragerea Medaliei "Eliberarea de sub jugul fascist" unor ofițeri, sergenți, milițieni și angajați civili din Ministerul Afacerilor Interne.
Medalia Eliberarea de sub jugul fascist a fost acordată și unor militari sovietici care au luptat alături de trupele române pe frontul de vest, dar și unor militari din celelalte state din blocul comunist.
În momentul retragerii trupelor sovietice de ocupație  din România, prin Decretul nr. 810 din 14 iunie 1958 medalia a fost acordată întregului personal al acestor unități. Cu această ocazie, au fost decorați în total 35.027 militari sovietici.